# بریژیت فوسی
بریژیت فوسی (فرانسوی: Brigitte Fossey‎؛ زادهٔ ۱۵ ژوئن ۱۹۴۶) بازیگر اهل فرانسه است.
از فیلم‌هایی که وی در آنها نقش داشته‌است می‌توان به امر ضروری، کوئینتت، مهمانی، مهمانی ۲ و سینما پارادیزو اشاره کرد.